# Tomahawk (film, 1951)
Pour les articles homonymes, voir Tomahawk.
Pour plus de détails, voir Fiche technique et Distribution.
Tomahawk est un film américain réalisé par George Sherman, avec une musique de Hans J. Salter, et sorti en 1951.
Les rôles y sont joués par Van Heflin (Bridger), Preston Foster (Col. Carrington), Rock Hudson, Yvonne De Carlo (Julie Madden) et Jack Oakie (Sol Beckworth).

## Synopsis
En 1866, alors que l'armée américaine veut s'installer sur des territoires qui avaient été cédés aux Sioux, l'explorateur Jim Bridger tente de pacifier les rapports entre Tuniques Bleues et Peaux-Rouges.

## Fiche technique
- Titre original : Tomahawk
- Réalisation : George Sherman
- Scénario : Silvia Richards et Maurice Geraghty d'après une histoire de Daniel Jarrett
- Production : Leonard Goldstein
- Société de production : Universal Pictures
- Musique : Hans J. Salter
- Photographie : Charles P. Boyle
- Montage : Danny B. Landres
- Direction artistique : Bernard Herzbrun et Richard H. Riedel
- Décorateur de plateau : Oliver Emert et Russell A. Gausman
- Pays de production : États-Unis
- Langue : anglais
- Format : Couleur (Technicolor) - Son : Mono (Western Electric Recording)
- Genre : Western
- Durée : 82 minutes
- Date de sortie : 
  - États-Unis : 5 février 1951
- Affiche : René Lefèbvre (France)

## Distribution
- Van Heflin (VF : Ulric Guttinguer) : Jim Bridger
- Yvonne De Carlo (VF : Françoise Gaudray) : Julie Madden
- Alex Nicol (VF : Marc Cassot) : Lieutenant Rob Dancy
- Preston Foster (VF : Richard Francœur) : Colonel Carrington
- Jack Oakie (VF : André Bervil) : Sol Beckworth
- Tom Tully (VF : Camille Guérini) : Dan Castello
- John War Eagle : Red Cloud
- Rock Hudson : Burt Hanna
- Susan Cabot : Monahseetah
- Arthur Space (VF : Gérard Férat) : Capitaine Fetterman
- Russ Conway (VF : Roger Tréville) : Major Horton
- Ann Doran : Mme Carrington
- Stuart Randall (VF : Jean Violette) : Sergent Newell
- Regis Toomey : Smith